# Barnabas Bala
Pour les articles homonymes, voir Bala.
Barnabas Yusuf Bala, né le 20 décembre 1956 et mort le 11 juillet 2021, est un architecte et homme politique nigérian qui a été gouverneur adjoint de l'état de Kaduna de 2015 à 2019. Il a été président de l'État de Kaduna du parti politique au pouvoir APC et a été le fondateur du consortium du cabinet d'architectes Bantex,.
Il est mort des suites d'une maladie soudaine le 11 juillet 2021.